# Откривање Карађорђевог споменика на Калемегдану
Откривање споменика вожду Карађорђу на Калемегдану 11. августа 1913. године био је свечан и симболичан догађај устоличен поводом откривања споменика Карађорђу Петровићу. Тог дана дочекана је и војска која је однела победу над непријатељима у оба Балканска рата и најбитније ослободила јужне крајеве Краљевине Србије и укључила их у своје границе. Овом свечаном догађају присуствовао је и краљ Петар  и престолонаследник Александар, који је јахао на челу војске. Народ је клицао и одушевљено дочекао победничку војску и престолонаследника.
Ослобођење Србије започето је Првим српским устанком под вождом Карађорђем и завршило се управо 1913. године у време владавине његових потомака. Откривање споменика Карађорђу на Калемегдану заокружило је један циклус у историји српског народа, који је био пун борбе и страдања за формирање слободне Србије.

## Дочек војске
Тог 11. августа 1913. године већ рано ујутру почели су да се скупљају грађани на улицама Београда. У Шумадијској улици, око Калемегдана, дуж Немањине улице, Карађорђеве, Краљ Миланове и Кнез Михаилове улице правиле су се све веће гужве од окупљеног народа. Осим грађана скупљали су се и представници Београдске општине, Народне скупштине, Јеврејске црквене општине, Савеза добровољаца, женских хуманитарних и патриотских друштава и других корпорација. Међу првима стајали су председник београдске општине Љуба Давидовић, затим Андра Николић - председник Народне скупштине. Мало даље од њих стајао је и војвода Путник и генерал Божановић. Како је време пролазило било је све више људи, масе су се сјатиле на улице са венцима и заставама, а други по балконима, прозорима и терасама чекали су војску. Било их је чак на оградама и на гранама високих дрвећа.
Војска је каснила, јер се чекао седми пук који је због непогоде морао застати у возовима између Ниша и Алексинца и свечаност је морала да се изврши без њега. Коначно се на врху Шумадијске улице појавила група коњаника, то је био престолонаследник са својим штабом. Маса је клицала и обасипала их цвећем. За престолонаследником јахао је генерал Бојовић, потом Петар Пешић, ађутант престолонаследников пуковник Швабић, референт пуковник Стојевић, потпуковник Шпартаљ, санитетски пуковник Владисављевић и многи други официри његовог штаба.
Прошли су кроз тријумфалну капију на којој су била исписана места на којима је однета победа и градова који су ослобођени. Ту су застали и председник београдске општине им је у име Београда упутио добродошлицу. У том тренутку говорили су званични представници и поздрављали војску, која им је донела мир и ослобођење, уз велике хвалоспеве и тугом због свих оних који се нису вратили. Престолонаследник Александар је у свом говору исказао је велику жалост што не може овај тренутак и захвалност поделити са свим учесницима у овим борбама, рекао је: Ја вас господо молим да узвикнемо, нека је слава оним јунацима који су пали за срећу и благостање наше земље. Живео српски народ! 

## Откривање споменика
Споменик је откривен нешто касније тог дана на Калемегдану, уз присуство многобројних грађана, званичника, митрополита, престолонаследника и краља Петра. Чули су се и топови, а краљева гарда је свирала химну. Било је и иностраних посланика, али не и аустроугарских. Престолонаследника је дочекао и председник владе Никола Пашић. У том тренутку пристигао је и краљ Петар, коме министар војни Остојић помогао да изађе из кола, јер је у овом тренутку краљ већ патио од реуматизма. Маса је узбуђено поздрављала краља, који је пришао свом сину, престолонаследнику Александру, три пута га пољубио у чело и својеручно му прикачио медаљу за храброст. Била је то веома дирљива сцена, која је оставила јак утисак на окупљену масу.
Затим је почело богослужење, након чега је митрополит говорио о заслугама Карађорђевим за ослобођење Србије. После тога споменик је откривен, грађани и људи бурно су поздрављали овај гест, војна музика је свирала, а певачка друштва су певала Хеј трубачу с бујне Дрине. Краљ је изашао пред споменик и изразио захвалност војсци, која је својим скромним средствима подигла споменик његовом великоме деду вожду Карађорђу. Уз много говора и поздрава, како је и обичај на оваквим догађајима, постављено је цвеће и венци на споменик и тиме је овај чин био завршен. Касније тог дана наступило је весеље, ватромет и дефиле војске испред двора. Грађани су заиста све ово поздрављали са великим одушевљењем, јер после толико времена нестабилности и страдања, коначно се дешавало нешто лепо и вредно слављења.

## Галерија
- Бугарска батерија задобијена на Брегалници
- Дефиловање пред двором
- Дефиловање пред двором
- Српске трупе
- Коњица
- Српска војска у Београду
- Краљева гарда
- Престолонаследник на коњу
- Краљ Петар са министрима
- Престолонаследник Александар прегеда чету
- Престолонаследник са министрима
- Званичници
- Љуба Давидовић предаје сабљу престолонаследнику
- Рабин Алкалај и престолонаследник
- Новинари очекују улазак војске
- Улазак војске на челу са престолонаследником
- Предаја венца престолонаследнику у име добротвориних женских друштава у Београду
- Маса очекује војску
- Војвода Путник и министар војни Божановић